# Nationalpark Cordillera Azul
Der Nationalpark Cordillera Azul, span. Parque Nacional Cordillera Azul, ist ein am 21. Mai 2001 durch das Dekret N°031-2001-AG gegründeter Nationalpark in den Regionen San Martín, Loreto, Ucayali und Huánuco in Peru. Der Nationalpark ging aus der Zona Reservada Biabo Cordillera Azul hervor.

## Lage
Der 13.531,9 km² große Nationalpark liegt zwischen dem Río Huallaga und Río Ucayali in den Regionen San Martín, Loreto, Ucayali und Huánuco. Das Hauptziel ist es, die einzigartige Vielfalt der Arten, Lebensgemeinschaften und geologischen Formationen typisch für Bergwälder der Cordillera Azul zu schützen. Dazu wird das Quellgebiet vieler Ströme, deren Wasser und ihre Umgebung geschützt. Das Ökosystem beinhaltet verschiedene Höhenlagen und reicht von Hochwald im Amazonasbecken bis hin zum Amazonas-Tiefland.

## Fauna
Die biologische Vielfalt ist mit zahlreichen Arten enorm.

### Säugetiere
Unter den mindestens 71 Säugetierarten und 10 Primatenarten kommen u. a. der Brillenbär (Tremarctos ornatus), der Südamerikanische Fischotter (Lontra longicaudis), der Riesenotter (Pteronura brasiliensis), das Flachlandtapir (Tapirus terrestris), das Halsbandpekari (Pecari tajacu), das Großmazama (Mazama americana), das Pakas (Cuniculus paca) und das Capybara (Hydrochoerus hydrochaeris) vor. Zu den Primaten im Park gehören Schwarzgesichtklammeraffen (Ateles chamek), Braune Wollaffen (Lagothrix lagotricha) und Mönchsaffen (Pithecia monachus).

### Vögel
Auch mindestens 516 Vogelarten leben im Park. So gibt es hier Lappenguan (Aburria aburri (Lesson, RP, 1828)), Königssonnennymphe (Heliangelus regalis Fitzpatrick, Willard & Terborgh, 1979), Rotflügel-Brillantkolibri (Heliodoxa branickii (Taczanowski, 1874)), Würgadler (Morphnus guianensis (Daudin, 1800)), Harpyie (Harpia harpyja (Linnaeus, 1758)), Loretobartvogel (Capito wallacei O’Neill, Lane, Kratter, Capparella & Fox, 2000), Tüpfelpapagei (Touit stictopterus (Sclater, 1862)), Blaukopfara (Primolius couloni (Sclater, 1876)), Orangekehlkotinga (Pipreola chlorolepidota Swainson, 1838), Graukappen-Todityrann (Hemitriccus rufigularis (Cabanis, 1873)), Purpurschnabel-Kleintyrann (Zimmerius cinereicapilla (Cabanis, 1873)), Gelbstreif-Kleintyrann (Zimmerius viridiflavus (von Tschudi, 1844)) und Bindenflügel-Zaunkönig (Henicorhina leucoptera Fitzpatrick, Terborgh & Willard, 1977).

### Amphibien und Reptilien
Im Park finden sich mindestens 82 Arten von Amphibien und Reptilien. Hierzu gehören beispielsweise der 1979 entdeckte Rote Prachtgiftfrosch (Ameerega silverstonei (Myers & Daly, 1979)). Des Weiteren gibt es Gastrotheca stictopleura Duellman, Lehr & Aguilar, 2001 oder Atelopus dimorphus Lötters, 2003 bzw. Ranitomeya benedicta Brown, Twomey, Pepper & Rodriguez, 2008 und Ranitomeya summersi Brown, Twomey, Pepper & Rodriguez, 2008.

### Fische
Mindestens 93 Fischarten sind in der Cordillera Azul zu finden. 2010 wurde dort Panaque schaeferi Lujan, Hidalgo & Stewart, 2010 neu für die Wissenschaft beschrieben.

### Pflanzen
1600 Pflanzenarten sind bisher im Park bekannt. Es wird aber geschätzt, dass es zwischen 4000 und 6000 Arten gibt. Die Vegetation ist typischer Bergwald, der auch trockenere Gebiete beinhaltet. Im Osten des Parks wird die Vegetation eher zu Amazonasregenwald mit hohen Bäumen. So findet man Pentaplaris davidsmithii, Platycerium andinum, Godoya obovata und viele Arten mehr.

## Klima
Das Klima im Park wird durch seine Breite und die Nähe zur Konvergenzzone Tropen sowie die verschiedenen Höhen beeinflusst. In der Regel herrschen in Höhenlagen über 400 Meter milde Temperaturen und es ist regnerisch. Im Amazonasbecken ist es dafür heißer und feucht. Von Juni bzw. Juli bis Oktober bzw. November herrscht eine Trockenperiode vor. Oft kommen kalten Winde aus dem Süden in die Region. Die höchsten Berge im nördlichen und östlichen Sektor der Cordillera Azul bilden eine Barriere zur Feuchtigkeit des Amazonasbeckens, deshalb ist der Wald im Nordwesten des Parks deutlich trockener als im Rest.